# Bob Hite
Robert "Bob" Ernest Hite, också känd som The Bear född 26 februari 1943 i Torrance, Kalifornien, död 5 april 1981 i Venice, Los Angeles, Kalifornien, var en amerikansk musiker, sångare i bluesrockbandet Canned Heat mellan 1965 och 1981.